# Piazza Santa Maria Novella
Piazza Santa Maria Novella, dominata dalla grande Basilica di Santa Maria Novella, è una delle principali piazze di Firenze.

## Storia
La piazza fu aperta su iniziativa del Comune a partire dal 1287 e conclusa verso il 1325, dopo aver abbattuto le case che vi si trovavano. Era usata per accogliere i sempre più numerosi fedeli che accorrevano alle prediche dei frati Domenicani, i quali vivevano nell'attiguo convento. Divenne in seguito, grazie alla sua ampiezza, scenario di feste e spettacoli come il Palio dei Cocchi (una corsa con carrozze simili alle bighe romane), istituito da Cosimo I nel 1563, per il quale furono innalzati i due obelischi marmorei, opera di Bartolomeo Ammannati (cavati nel 1570) e sostenuti da tartarughe in bronzo realizzate nel 1608 dal Giambologna.
Nell'Ottocento la piazza era solcata dalla linea dei tram.
La sistemazione delle aiuole nella piazza è recente: foto degli anni '30 mostrano un disegno completamente diverso. Chiusa al traffico sul finire degli anni '80, almeno a quello proveniente dalla stazione. La piazza ha visto negli ultimi anni un completo restyling e riqualificazione con una completa ripavimentazione, la scomparsa del traffico e dei parcheggi, lo spostamento dei chioschi, delle panchine e dei bidoni dell'immondizia (questi ultimi sono stati interrati).

## Edifici di rilievo

### La chiesa e il convento di Santa Maria Novella

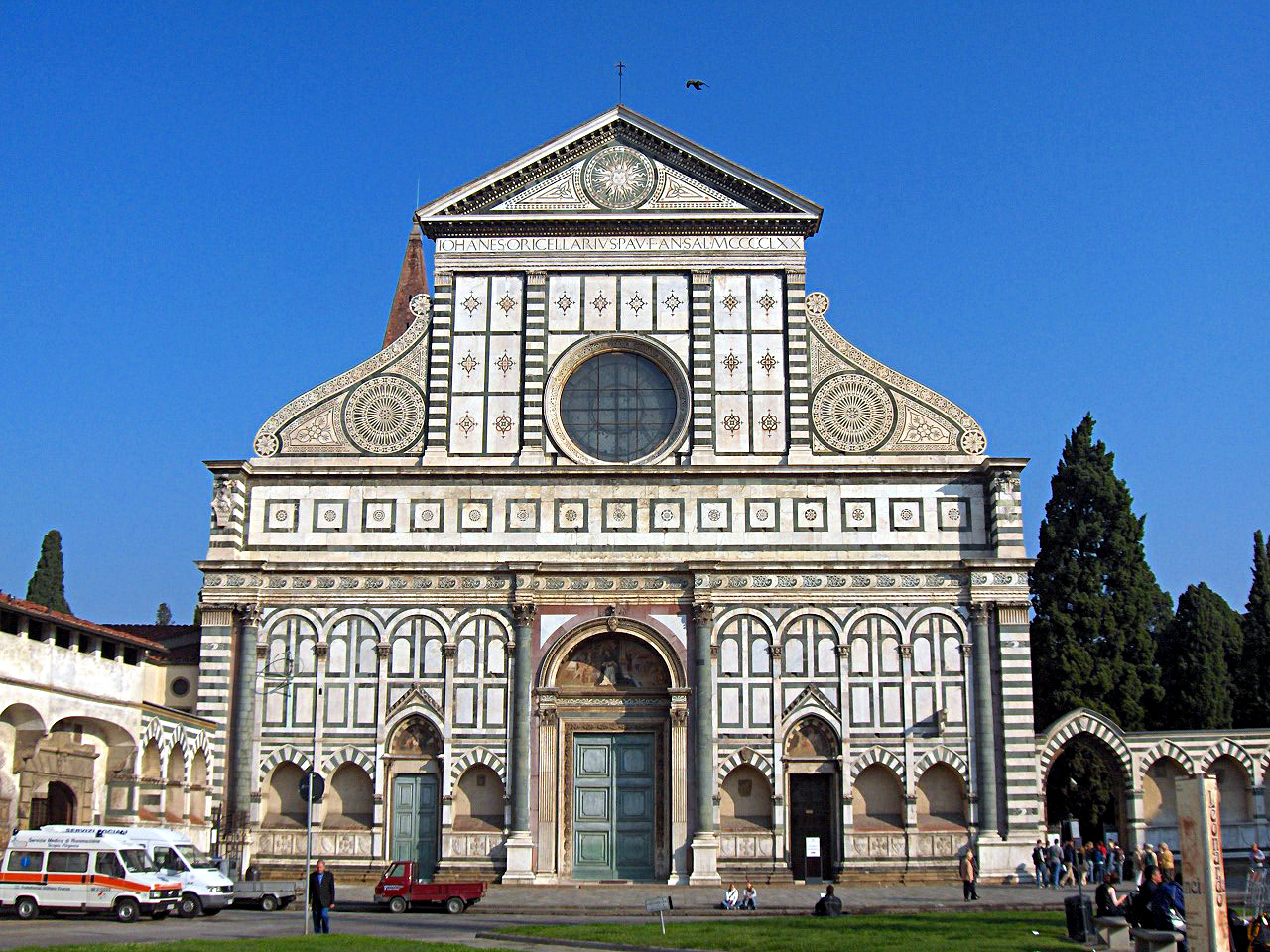
Facciata di Santa Maria Novella

La facciata della chiesa di Santa Maria Novella si staglia sulla grande piazza, la quale permette di ammirare tutta la sua maestosità e armonia tipica dello stile rinascimentale. Terminata da Leon Battista Alberti nel 1470 su incarico del ricco mercante Giovanni Rucellai, fu in realtà innestata sulla parte inferiore già esistente che risaliva al Trecento. L'Alberti realizzò il portale centrale e la parte superiore usando dei precisi calcoli modulari che stabiliscono delle proporzioni esatte fra i vari elementi: base uguale all'altezza, scomposizione delle aree in quadrati con rapporti 1/2 o 2/3 e così via.
Non mancano i riferimenti alla committenza, come il simbolo della famiglia Rucellai in una fascia del frontone (la vela con le sartie libere intrecciate dal vento, simbolo di fortuna) e il nome del mecenate nell'iscrizione sotto il timpano. Il "Sol Invictus" al centro del timpano è lo stemma del quartiere di Santa Maria Novella dalla riforma amministrativa del 1343, ma anche il simbolo della ragione.
A sinistra della chiesa, dall'antico ingresso del convento, si può accedere al Museo di Santa Maria Novella, che permette di vistare gli affreschi del Chiostro Verde e del Cappellone degli Spagnoli; esso espone una collezione di dipinti, reliquiari, arredi sacri, parati ed altri oggetti appartenuti al complesso domenicano. Sulla lunetta d'ingresso del Museo esisteva un affresco di Masaccio, andato perduto ma pervenutoci tramite alcune copie.
Dall'altro lato della facciata gli "avelli" erano arche sepolcrali che proseguono nella vicina via degli Avelli.

### L'ospedale di San Paolo
Sul lato meridionale della piazza si trova la loggia dell'ospedale di San Paolo, fondato nel XIII secolo e ampliato nel XV secolo con l'aggiunta di un portico ispirato al brunelleschiano Spedale degli Innocenti, sempre a Firenze. Fu un ospizio per pellegrini, amministrato dai terziari francescani e dal 1345 divenne anche un ospedale. Passato nel 1451 sotto la direzione dei Buonomini di San Martino, fu ampliato e venne eretto il portico. La serie di medaglioni in terracotta invetriata con Santi francescani e le Opere di Misericordia fu eseguita da Andrea della Robbia, che è anche l'autore della lunetta con l'Incontro fra San Francesco e San Domenico (1495 ca.) situata sul portale della chiesa a testimonianza dell'amicizia fra i due ordini mendicanti che occupavano la piazza. Nel 1592 Ferdinando I de' Medici istituì il primo ospedale per convalescenti della città, dotato fra l'altro di un orto soleggiato per le ore ricreative. Il granduca Pietro Leopoldo, dopo la soppressione degli istituti religiosi, nel 1780 trasformò l'ospedale in Scuola. Dal 1º novembre 2006 le ex-Scuole Leopoldine ospitano il Museo Nazionale Alinari della Fotografia.

### I palazzi
Tra i palazzi della piazza sono interessanti il Palazzo Pitti-Broccardi, a sinistra uscendo dalla chiesa, già residenza di Luca Pitti prima di trasferirsi nel Palazzo Pitti da lui commissionato. Una targa lo ricorda e un'altra è dedicata invece a Gaetano Baccani, che qui abitò e morì nell'Ottocento. Questo lato, di andamento obliquo, è caratterizzato da vari palazzi il cui aspetto dipende dalle trasformazioni otto-novecentesche di edifici precedenti. Al numero 8 l'Albergo Roma risale agli anni Venti ed è decorato da alcune vetrate in stile déco di Tito Chini (1920-1923). Il Grand Hotel Minerva è un interessante esempio di architettura moderna a cavallo tra gli anni Cinquanta a Sessanta del XX secolo.

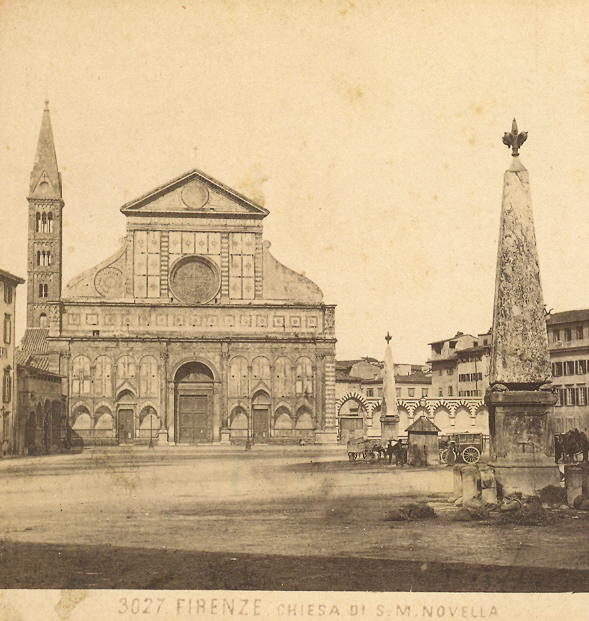
La piazza a fine dell'Ottocento, quando non esistevano ancora le aiuole

### Gli obelischi
I due obelischi sono cinquecenteschi, creati in marmo mischio di Seravezza. Furono cavati nel 1570 e lavorati a cura di Bartolomeo Ammannati, dopodiché vennero collocati in opera nel 1608, in occasione del matrimonio di Cosimo II con Margherita d'Austria. Sostituivano due monumenti lignei, innalzati provvisoriamente nel 1563 come mete per la tradizionale corsa dei cocchi, svolta la vigilia di San Giovanni (24 giugno). Le tartarughe in bronzo su cui poggiano le guglie sono probabilmente di Giambologna (1608). Alla fine del Settecento gli obelischi furono oggetto di restauro con sostituzione dei basamenti seicenteschi con piedistalli in pietra bigia con specchiature in breccia di Serravezza (quelle attuali in marmo rosso levanto sono degli anni '60). I gigli dorati posti in sommità sono ottocenteschi.

### Le aiuole
La sistemazione delle aiuole e dei camminamenti risale al 1933, quando sostituirono la lastricatura, ed è già stata modificata più volte. Dalla fine del 2006 è in corso un recupero ed una nuova sistemazione del centro della piazza. Al centro si trovava una vasca marmorea circolare che raccoglieva le acque di una fontana. LA VASCA SOPRA CITATA È SPARITA E I CITTADINI FIORENTINI E I TURISTI SI CHIEDANO CHE FINE ABBIA FATTO. COME PUÒ LA soprintendenza beni culturali ad aver dato il benestare a sciupare una delle piazze più importanti e belle di Firenze e come può aver fatto scena muta quando la vasca secolare sia sparita 

### Le panche
La sistemazione delle nuove panche - in diversi materiali come corten con legno e vetro - è avvenuta a seguito del processo di riqualificazione della piazza degli ultimi anni, privilegiando un solo asse monumentale che consente di rivolgersi esclusivamente o verso la Basilica di Santa Maria Novella o verso la loggia dell'Ospedale San Paolo (Firenze).
Sulla panca centrale in vetro trova collocazione la frase di Leon Battista Alberti "Il tempio deve intrattenere piacevolmente l'animo e riempirlo di gioiosa meraviglia" tratta da De Re Aedificatoria.

### Il tabernacolo
In angolo con via della Scala si trova il grande tabernacolo con un affresco di Francesco d'Antonio di Bartolomeo(oggi in copia), raffigurante la Madonna col Bambino e santi.

## Le feste

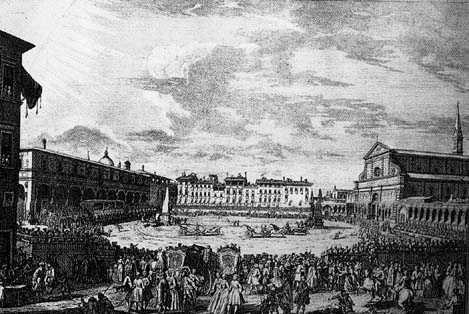
Il Palio dei Cocchi, in una stampa settecentesca (Giuseppe Zocchi).

La piazza, per le sue grandi dimensioni, si prestava allo svolgimento di numerose feste e manifestazioni cittadine che prevedevano un'ampia partecipazione di pubblico. Con piazza Santa Croce e con piazza Santo Spirito, Santa Maria Novella era infatti uno degli spazi urbani preferiti per il gioco del Calcio.
A partire dal 1563 divenne il luogo prescelto per il Palio dei Cocchi che si correva alla vigilia della festa di San Giovanni. La gara si ispirava alle corse delle bighe dei Romani: quattro cocchi di legno tirati da due cavalli, distinti dai quattro colori dei Quartieri di Firenze (il verde di San Giovanni, il rosso di Santa Maria Novella, l'azzurro di Santa Croce e il bianco di San Frediano), correvano seguendo un percorso ellittico segnato dal canapo teso tra i due obelischi, affinché i cocchi non potessero tagliare la pista.
Il suono della tromba annunciava la "mossa" (cioè la partenza) data dal Granduca e dopo tre giri la corsa terminava all'obelisco di partenza. La famiglia granducale assisteva al Palio da un grande baldacchino che veniva appositamente allestito sulla scalinata del Loggiato di San Paolo. Il vincitore veniva premiato con un palio di velluto cremisi, fatto fare a spese dei Capitani di Parte Guelfa. L'ultima corsa dei cocchi in piazza Santa Maria Novella ebbe luogo nel 1852.

## Altri progetti

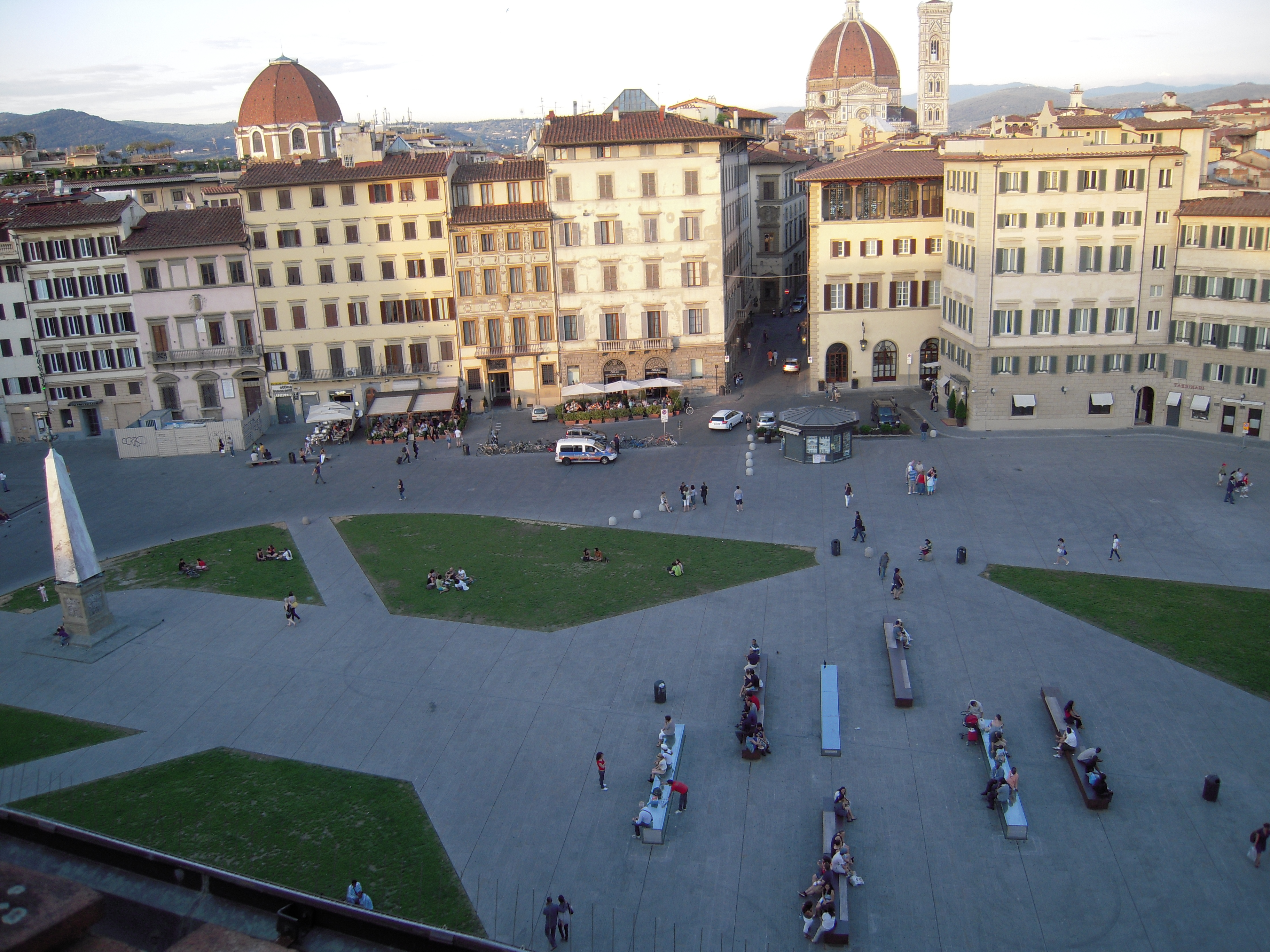
Veduta dei palazzi lato verso il Duomo